# Helmer Pedersen
Helmer Pedersen est un skipper néo-zélandais d'origine danoise né le 28 mars 1930 à Copenhague et mort le 24 août 1987.

## Carrière
Helmer Pedersen obtient une médaille d'or olympique de voile en classe Flying Dutchman avec Earle Wells aux Jeux olympiques d'été de 1964 de Tokyo à bord du Pandora.